# Memories of Murder
Memories of Murder is een Zuid-Koreaanse film uit 2003, geregisseerd door Bong Joon-Ho. Het was zijn tweede film na de bioscoopflop Barking Dogs Never Bite uit 2000. De film is gebaseerd op waargebeurde onderzoeken naar een seriemoordenaar in Zuid-Korea in de jaren tachtig. De film markeerde tevens een keerpunt in de carrière van regisseur Bong Joon-Ho, die later internationale erkenning zou verwerven voor zijn latere films. Dit betekende ook het begin van de samenwerking tussen Joon-Ho en acteur Song Kang-ho, waarmee hij later regelmatig zou samenwerken in films zoals The Host, Snowpiercer en Parasite. 

## Verhaal
In een kleine provincie in Zuid-Korea in 1986, worstelen twee rechercheurs met de zaak van meerdere jonge vrouwen die verkracht en vermoord worden door een onbekende dader.

## Release en ontvangst
De film kreeg lovende kritieken en was een van de best bezochte Koreaanse films van 2003. In de loop der jaren heeft de film ook een cultstatus verworven en wordt deze soms beschouwd als een van de beste films van de 21ste eeuw. Regisseur Quentin Tarantino heeft het zelfs een van de beste films genoemd die sinds 1992 zijn uitgekomen.